# Jinsha He
Jinsha He är ett vattendrag i Kina. Det ligger i provinsen Jilin, i den nordöstra delen av landet, omkring 160 kilometer sydost om provinshuvudstaden Changchun.
Genomsnittlig årsnederbörd är 1 121 millimeter. Den regnigaste månaden är juli, med i genomsnitt 266 mm nederbörd, och den torraste är januari, med 15 mm nederbörd.